# Битаквира, Жюстен
Жюстен Битаквира Бихона-Хайи (фр. Justin Bitakwira; 5 декабря 1960, Республика Конго (Леопольдвиль) – конголезский политический и государственный деятель, член парламента страны – Национальной ассамблеи Демократической Республики Конго (с 2006).

## Биография
Представитель народности бафулиру из группы народов Банту.
На протяжении всей своей жизни состоял в нескольких политических партиях, в том числе в Союзе за демократию и социальный прогресс (СДСП) и Народной партии за реконструкцию и демократию (НПДР).
Занимал различные государственные должности, в том числе был министром планирования, регионального развития и инфраструктуры, затем министром внешней торговли ДРК, министром по правам человека (2017–2019), министром по связям с парламентом Демократической Республики Конго (2016–2017) .
Сыграл важную роль в нескольких проектах и инициативах по развитию, направленных на улучшение сельского хозяйства, образования и инфраструктуры в районе проживания бафулиру.